# Erdbachauslauf
Koordinaten: 50° 41′ 10″ N, 8° 12′ 49,3″ O
Der Erdbachauslauf ist eine starke Karstquelle bei Erdbach in Hessen. Sie ist der Wiederaustritt des bei Breitscheid im Kleingrubenloch versickernden Erdbachs.

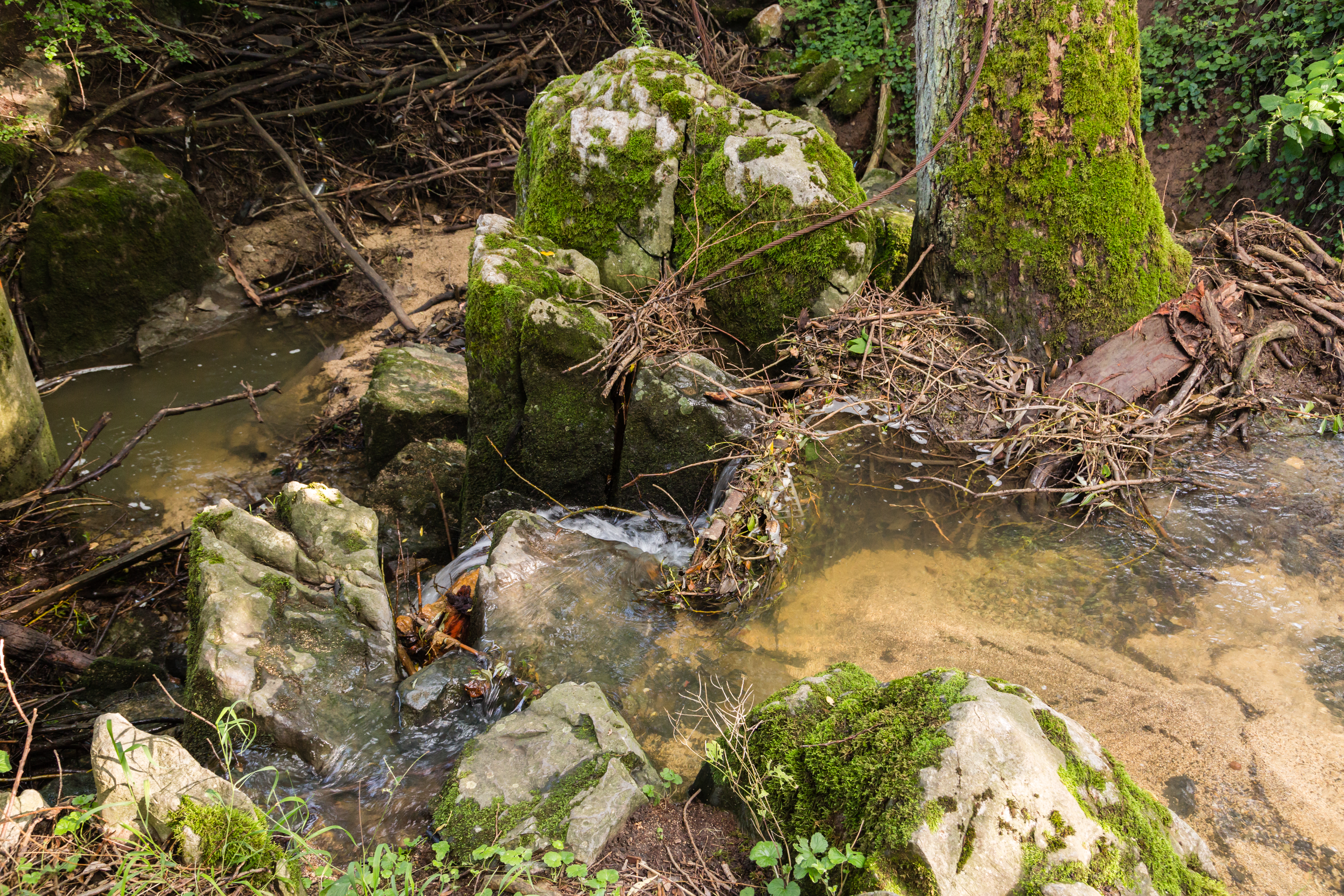
Erdbachschwinde in Breitscheid

## Lage
Der Erdbachauslauf befindet sich am Hang auf einer Höhe von rund 380 m ü. NHN, ca. 0,5 Kilometer (jeweils Luftlinie) südwestlich von Erdbach, 1,5 Kilometer östlich von Breitscheid und 2 Kilometer nordwestlich von Schönbach.

## Beschreibung

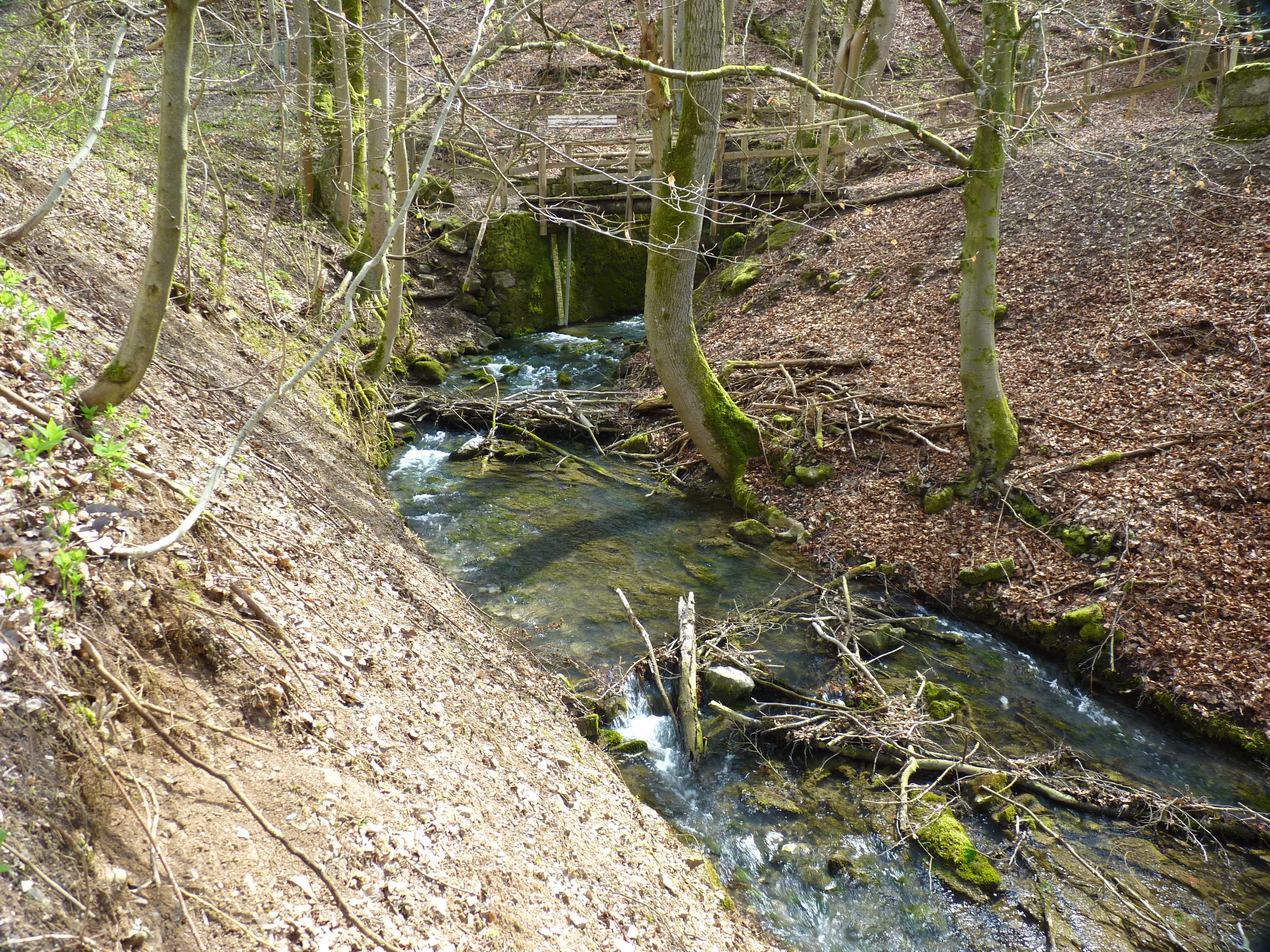
Abfließender Erdbach unterhalb der Karstquelle

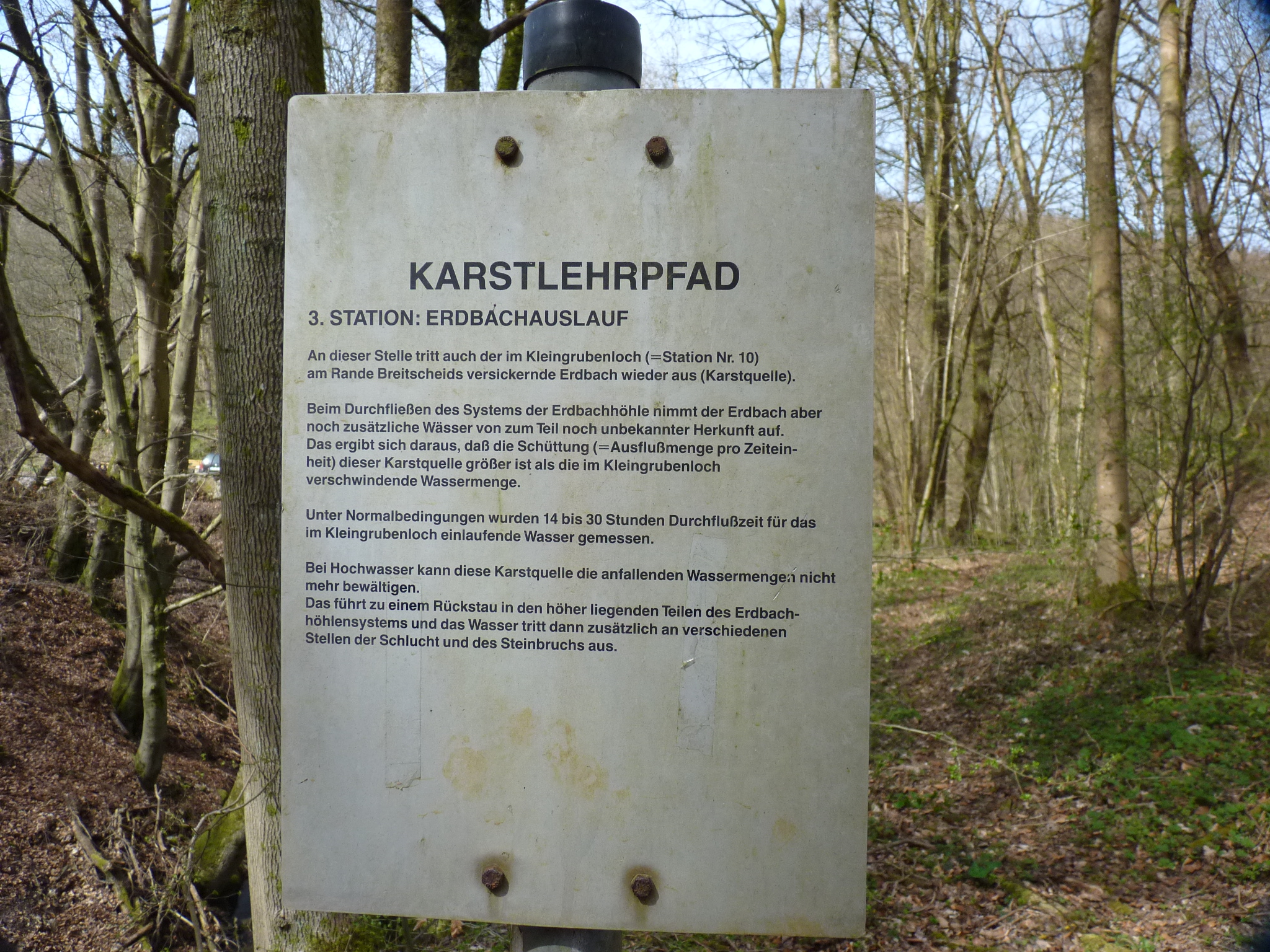
Informationstafel am Erdbachauslauf

Der Erdbach durchfließt nach dem Versickern das großräumige Erdbachhöhlensystem, wo er einige unterirdische Zuflüsse aufnimmt. Seine Wassermenge verdoppelt sich im Verlauf des Höhlensystems von ca. 40 auf 80 Liter pro Sekunde am Wiederaustritt nahe dem Vereinshaus des Schützenvereins von Erdbach. In Spitzenzeiten wurde eine Schüttung von 131 l/s gemessen. In einer kleinen Schlucht, die über eine Metallbrücke überquert werden kann, quillt das Wasser des Erdbachs unter einem Felsvorsprung hervor. Von dort fließt er als ca. 1,5 Meter breiter und rund 10 cm tiefer Bach über Steinblöcke in Richtung Ortseingang Erdbach. Bei Hochwasser steigt das Wasser außerdem noch an einer zweiten Austrittsstelle am nahegelegenen Steinbruch aus einer Höhlung im Boden.

## Wandern
Am Erdbachauslauf vorbei führt ein von der Gemeinde Breitscheid angelegter Karstlehrpfad, der unter anderem auch durch die Gasseschlucht und an der Schauhöhle Herbstlabyrinth vorbeiführt und außerdem die Große- und Kleine Steinkammer passiert, zwei kleine Höhlen oberhalb von Erdbach.